# یوهان بورک
یوهان بورک (هلندی: Johan Burk؛ زادهٔ ۱۱ مهٔ ۱۸۸۷ - درگذشته نامشخص) قایقران روئینگ اهل هلند بود.